# Fromagerie de Takamaka
La Fromagerie de Takamaka est une des deux fromageries réunionnaises.

## Historique
Après avoir repris l'exploitation familiale en 1979, Paul Jean-François se met à produire et commercialiser des fromages en 1984.

## Produits
La Fromagerie de Takamaka commercialise douze variétés de fromages au lait de chèvre et au lait de vache. En 2012, la fromagerie a produit 25 tonnes de fromages.

### Lait de chèvre
- bûchette de Takamaka (nature, cendrée)
- faisselle de Takamaka
- petit Takamaka (nature, ail, fines herbes, piment, cendré)

### Lait de vache
- petit moka (nature, ail, fines herbes, piment)